# Fabián Puerta
Fabián Hernando Porta Sapata (12 de julho de 1991, Caldas, Antioquia), mais conhecido como Fabián Puerta é um ciclista colombiano de Ciclismo em Pista. Fabián Puerta é um dos ciclistas de pista mais importantes na actualidade, e se destacou em várias modalidades do ciclismo de pista mas tem obtido seus maiores lucros na modalidade de Keirin em onde tem sido Campeão Mundial de Pista em Keirin no ano 2018, assim mesmo, campeão panamericano em sete oportunidades consecutivas entre 2011 e 2017 e medalha de prata em duas oportunidades no Campeonato Mundial de Ciclismo em Pista em 2014 e 2017.
No entanto, na segunda metade de 2018, deu positivo num controle antidopagem, devido a um suposto consumo de boldenona, pelo qual foi suspenso provisionalmente pela UCI

## Palmarés
Os títulos oficiais do desportista são:
| 2010 - Jogos Sul-americanos - Ouro em Quilómetro contrarrelógio - Ouro em Velocidade por equipas - Jogos Centro-americanos e das Caraíbas - Ouro em Quilómetro contrarrelógio - Prata em Velocidade por equipas - Campeonato Panamericano de Ciclismo - Ouro em Velocidade por equipas - Campeonato da Colômbia de Ciclismo em Pista - Ouro em Quilómetro contrarrelógio - Ouro em Keirin - Ouro em Velocidade individual - Ouro em Velocidade por equipas 2011 - Campeonato Panamericano de Ciclismo em Pista - Bronze em Quilómetro contrarrelógio - Ouro em Keirin - Ouro em Velocidade por equipas - Campeonato da Colômbia de Ciclismo em Pista - Ouro em Quilómetro contrarrelógio - Ouro em Keirin - Ouro em Velocidade individual 2012 - Campeonato Panamericano de Ciclismo - Bronze em Velocidade individual - Ouro em Keirin - Copa do Mundo de ciclismo em pista de 2012-2013 em Cali - Prata em Velocidade individual - Ouro em Kilómentro contrarrelógio - Ouro em Keirin - Campeonato da Colômbia de Ciclismo em Pista - Ouro em Quilómetro contrarrelógio - Ouro em Keirin - Ouro em Velocidade por equipas 2013 - Campeonato Panamericano de Ciclismo em Pista - Ouro em Keirin - Ouro em Quilómetro contrarrelógio - Campeonato da Colômbia de Ciclismo em Pista - Ouro em Quilómetro contrarrelógio - Ouro em Keirin - Ouro em Velocidade individual - Ouro em Velocidade por equipas - Jogos Bolivarianos - Prata em Velocidade por equipas - Ouro em Velocidade individual - Ouro em Quilómetro contrarrelógio - Ouro em Keirin 2014 - Jogos Centro-americanos e das Caraíbas - Ouro em Velocidade individual - Ouro em Quilómetro contrarrelógio - Ouro em Keirin - Prata em Velocidade por equipas - Jogos Sul-americanos - Ouro em Velocidade individual - Prata em Velocidade por equipas - Ouro em Keirin - Campeonato Panamericano de Ciclismo em Pista - Prata em Velocidade individual - Prata em Velocidade por equipas - Ouro em Keirin - Campeonato Mundial de Ciclismo em Pista - Prata em Keirin - Copa do Mundo de ciclismo em pista de 2014-2015 em Guadalajara - Bronze em Velocidade individual - Bronze em Keirin - Copa do Mundo de ciclismo em pista de 2014-2015 em Londres - Prata em Velocidade individual - Prata em Keirin - Ouro em Velocidade por equipas - Campeonato da Colômbia de Ciclismo em Pista - Ouro em Quilómetro contrarrelógio - Ouro em Keirin - Ouro em Velocidade individual | 2015 - Copa do Mundo de ciclismo em pista de 2014-2015 em Cali - Bronze em Velocidade individual - Ouro em Keirin - Campeonato Panamericano de Ciclismo - Ouro em Velocidade individual - Ouro em Keirin - Campeonato da Colômbia de Ciclismo em Pista - Ouro em Velocidade individual - Prata em Velocidade por equipas 2016 - Campeonato Panamericano de Ciclismo - Ouro em Velocidade por equipas - Ouro em Velocidade individual - Ouro em Keirin 2017 - Copa do Mundo de ciclismo em pista de 2016-2017 em Cali - Ouro em Keirin - Copa do Mundo de ciclismo em pista de 2016-2017 em Los Angeles - Ouro em Keirin - Campeonato Mundial de Ciclismo em Pista - Prata em Keirin - Campeonato Panamericano de Ciclismo - Prata em Velocidade individual - Ouro em Velocidade por equipas - Ouro em Quilómetro contrarrelógio - Ouro em Keirin - Campeonato da Colômbia de Ciclismo em Pista - Ouro em Quilómetro contrarrelógio - Prata em Velocidade individual - Ouro em Velocidade por equipas - Jogos Bolivarianos - Ouro em Perseguição por equipas - Ouro em Velocidade individual - Ouro em Quilómetro contrarrelógio - Ouro em Keirin 2018 - Campeonato Mundial de Ciclismo em Pista - Ouro em Keirin - Jogos Sul-americanos - Ouro em Velocidade por equipas - Ouro em Velocidade individual - Prata em Keirin - Campeonato da Colômbia de Ciclismo em Pista - Ouro em Keirin - Bronze em Velocidade por equipas (junto com Rubén Murillo e Juan David Ochoa) - Jogos Centro-americanos e das Caraíbas - Ouro em Keirin - Prata em Velocidade individual - Bronze em Velocidade por equipas (junto com Rubén Murillo, Kevin Quintero e Anderson Parra) |